# Václav Vilém Václavíček
Václav Vilém Václavíček, pol. Wacław Wilhelm Wacławiczek, łac. Wenceslaus Guilielmus Waclawjcek (ur. 19 grudnia 1788 w Choustníku, zm. 18 lub 19 września 1862 w Pradze) – czeski duchowny rzymskokatolicki, arcybiskup-elekt lwowski, rektor Uniwersytetu Karola w Pradze.

## Życiorys
Po ukończeniu seminarium praskiego, 28 września 1809 otrzymał święcenia diakonatu, a 19 listopada 1809 prezbiteriatu i został kapłanem diecezji czeskobudziejowickiej. Był proboszczem w Planie nad Lužnicą, a następnie dziekanem. W 1829 mianowany kanonikiem praskim. Został wówczas kaznodzieją czeskim w katedrze św. Wita. W 1831 został dziekanem Wydziały Teologii Uniwersytetu Karola w Pradze, a w 1838 rektorem tego uniwersytetu. W latach 1837–1848 dziekan Praskiej Kapituły Metropolitalnej.
17 grudnia 1847 mianowany arcybiskupem lwowskim. Zrezygnował z lwowskiej katedry 29 maja 1848, motywując to sprzeciwem polskich diecezjan. Nigdy nie przyjął sakry biskupiej. Przez resztę życia pracował w kapitule praskiej, której od października 1848 był prepozytem.